# Mercedonius
Mercedonius, også kendt som Intercalaris, var den interkalationsmåned, som blev tilføjet i den romerske kalenders skudår. Sådanne år fik enten 377 eller 378 dage. Den nøjagtige fremgangsmåde for at gøre dette fremgår ikke klart af gamle kilder, men der er blandt moderne historikere almindelig enighed om, at måneden Februarius blev afkortet til 23 eller 24 dage, hvorefter den blev efterfulgt af en interkalationsmåned på 27 dage. Det gav til resultat, at årets længde forøgedes med 22 eller 23 dage. Romerne mente, at kong Numa Pompilius fra det 7. århundrede f.Kr. havde føjet denne særlige måned til romerske kalender samtidig med, at Ianuarius og Februarius blev indført. Navnet mercedonius kommer af merces, der betyder lønninger, eftersom arbejdere blev betalt på den tid af året.
Mercedonius skulle indsættes hvert andet eller hvert tredje år for at få det almindelige, romerske år på 355 dage til at passe med det tropiske år. Beslutningen om at indsætte interkalationsmåneden blev taget af pontifex maximus, og var ment at skulle baseres på observationer for at sikre den bedst mulige overensstemmelse med årstiderne. Uheldigvis glemte pontifex maximus (hvis embede i almindelighed var besat af en politiker eller soldat, herunder på et tidspunkt af Julius Cæsar under de såkaldte forvirringens år) ofte at indsætte måneden på det rigtige tidspunkt, eller fremskyndede/udsatte den med vilje for at en eller anden embedsmand kunne forblive længere i sit embede – eller tvinges til at forlade det for tidligt. Sådan uforudsigelig interkalation betød, at datoerne efter Februarius ikke kendtes i forvejen, og den aktuelle dato var så også ukendt for borgere, som ikke var i kontakt med Rom. 
Mercedonius blev afskaffet af Julius Cæsar, da han indførte den julianske kalender i år 46 f.Kr.